# Соглядатай (сборник)
«Соглядатай» — сборник рассказов В. Сирина (В. В. Набокова), названный так по включённой в него одноимённой повести. Был опубликован в 1938 году в Париже издательством «Русские записки». Текст сборника факсимильно воспроизведён издательством Ardis Publishers в 1978 году.

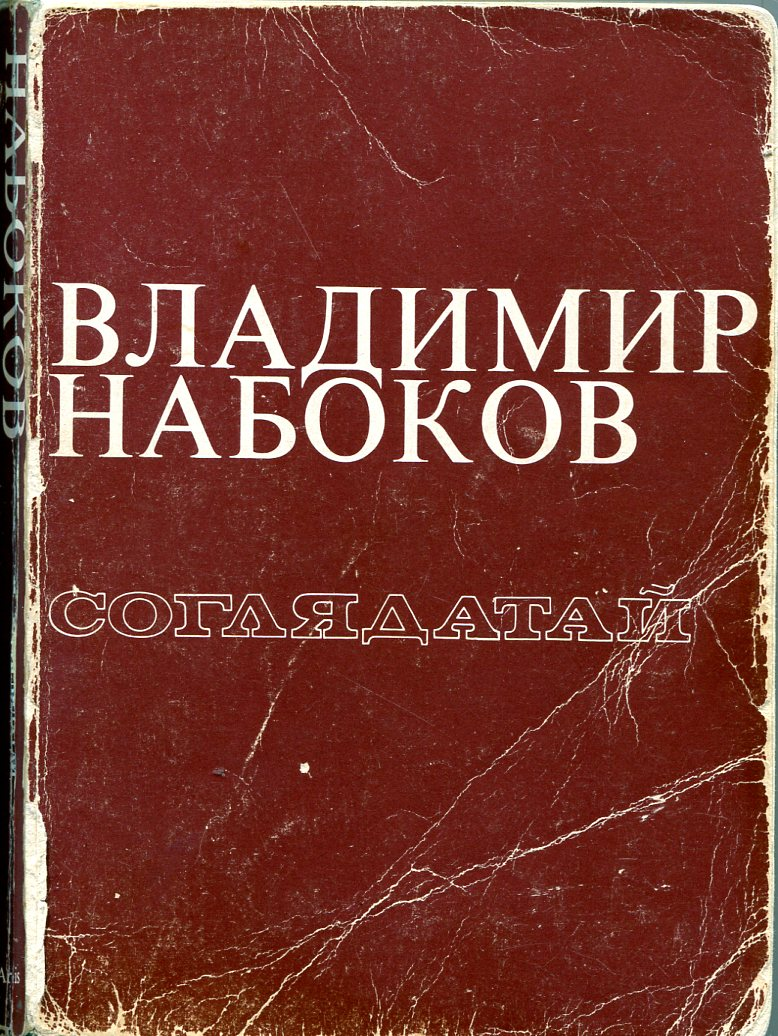
Обложка издания 1978 года, Ardis

В сборник вошли рассказы:
- Соглядатай[1]
- Обида[2]
- Лебеда[3]
- Terra incognita[4]
- Встреча[5]
- Хват[6]
- Занятой человек[7]
- Музыка[8].
- Пильграм[9]
- Совершенство[10]
- Случай из жизни[11]
- Красавица[12]
- Оповещение[13]